# Berry Berenson
Berinthia "Berry" Berenson-Perkins (New York, 1948. április 14. – New York, 2001. szeptember 11.) amerikai színésznő, modell, fotós, Anthony Perkins felesége, a 2001. szeptember 11-ei terrortámadások áldozata.

## Élete
Berenson Manhattanben született. Apja Robert Lawrence Berenson, litván zsidó származású diplomata, a családja eredeti vezetékneve Valvrojenski. Anyja Maria-Luisa Yvonne Radha de Wendt de Kerlor, ismertebb nevén Gogo Schiaparelli, olasz, egyiptomi, svájci és francia származású. 
Anyai nagyanyja az ismert olasz divattervező, Elsa Schiaparelli. Nővére, Marisa Berenson jól ismert modell és színésznő. 
Berenson az 1960-as években rövid modellkarriert futott be, majd fotós lett. 1973-ban olyan nagy magazinok hozták le a fényképeit, mint a Glamour, a Vogue vagy a Newsweek. 1978-tól színésznőként tevékenykedett. 1973. augusztus 9-én feleségül ment Anthony Perkins színészhez, akitől két gyermeke született, Oz Perkins színész, zenész (1974. február 2.) és Elvis Perkins (1976. február 9.) énekes. Férje 1992. szeptember12-én AIDS-ben hunyt el.

## Halála
2001. szeptember 11-én Berenson rajta volt az American Airlines 11-es járatán, amikor az a terrortámadás következtében a Világkereskedelmi Központ (World Trade Center) északi tornyába csapódott. 53 évesen halt meg (férje halálának kilencedik évfordulója előtt egy nappal). A terrortámadás áldozataira emlékező Országos Szeptember 11-i Emlékműnél és Múzeumnál, Berenson nevét az északi szökőkúton az N-76-os panelre vésték fel.

## Filmográfia
| Év   | Eredeti cím      | Magyar cím                       | Szerep           |
| ---- | ---------------- | -------------------------------- | ---------------- |
| 1978 | Remember My Name | Emlékezz a nevemre               | Barbara Curry    |
| 1979 | Winter Kills     | Téli gyilkosságok                | Morgue Attendant |
| 1980 | Scruples         | A Scruples Divatház (TV-sorozat) | Recepciós        |
| 1982 | Cat People       | Párducemberek                    | Sandra           |

## Fordítás
- Ez a szócikk részben vagy egészben  a   Berry Berenson című angol Wikipédia-szócikk fordításán alapul.  Az eredeti cikk szerkesztőit annak laptörténete sorolja fel. Ez a jelzés csupán a megfogalmazás eredetét és a szerzői jogokat jelzi, nem szolgál a cikkben szereplő információk forrásmegjelöléseként.

## További információ
- Berry Berenson a PORT.hu-n (magyarul)
- Berry Berenson az Internetes Szinkronadatbázisban (magyarul)
- Berry Berenson az Internet Movie Database-ben (angolul)
- Berry Berenson a Rotten Tomatoeson (angolul)

1. ↑  https://archive.ph/6FMz. National September 11 Memorial & Museum